# La fabbrica del Duomo
La fabbrica del Duomo è un cortometraggio del 1949 diretto da Dino Risi.
Presso l’Archivio della Veneranda Fabbrica del Duomo di Milano, nel 2012, vennero ritrovati alcuni video inediti di Dino Risi. La collaborazione con il Centro sperimentale di cinematografia, a cui fu allora affidato l’incarico di restaurare le pellicole, portò alla scoperta di un filmato eccezionale, girato nel 1949, riguardante proprio la Veneranda Fabbrica del Duomo di Milano.

## Trama
Milano. Il cortometraggio racconta il lavoro della fabbriceria del Duomo di Milano nel dettaglio, svelando come mai prima era accaduto, la cattedrale dal punto di vista di chi vi lavora all'interno. Dagli uffici dell'Archivio che affacciano sulle grandi vetrate dell’abside, il racconto muove fino alla Cava di Candoglia, dove da generazioni si estrae il meraviglioso marmo destinato alla chiesa.
La pellicola accompagna poi lo spettatore lungo i Navigli (Milano), ripercorrendo il viaggio del marmo che, giunto al cantiere marmisti, viene lavorato dagli scalpellini. La veduta del laboratorio conduce poi dietro le quinte del Duomo in quegli anni, quando si provvedeva insieme a sanare le ferite della guerra e arricchire la Cattedrale con nuove opere quali le imposte di bronzo delle porte minori.
Infine, Risi conduce lo spettatore all’interno del Duomo, dove l’operosità degli addetti alla cura del tempio si mescola ai gesti e agli sguardi dei fedeli che trovano nella cattedrale una casa di vera pace.